# Nové Město nad Metují
Nové Město nad Metují (tyska: Neustadt an der Mettau) är en stad i Tjeckien. Den ligger i den nordöstra delen av landet, 130 km öster om huvudstaden Prag. Nové Město nad Metují ligger 334 meter över havet och antalet invånare är 9 550 (2016).
Terrängen runt Nové Město nad Metují är platt åt sydväst, men åt nordost är den kuperad. Runt Nové Město nad Metují är det ganska tätbefolkat, med 111 invånare per kvadratkilometer. Närmaste större samhälle är Náchod, 8,0 km norr om Nové Město nad Metují. Omgivningarna runt Nové Město nad Metují är en mosaik av jordbruksmark och naturlig växtlighet.